# Vysokorychlostní váha

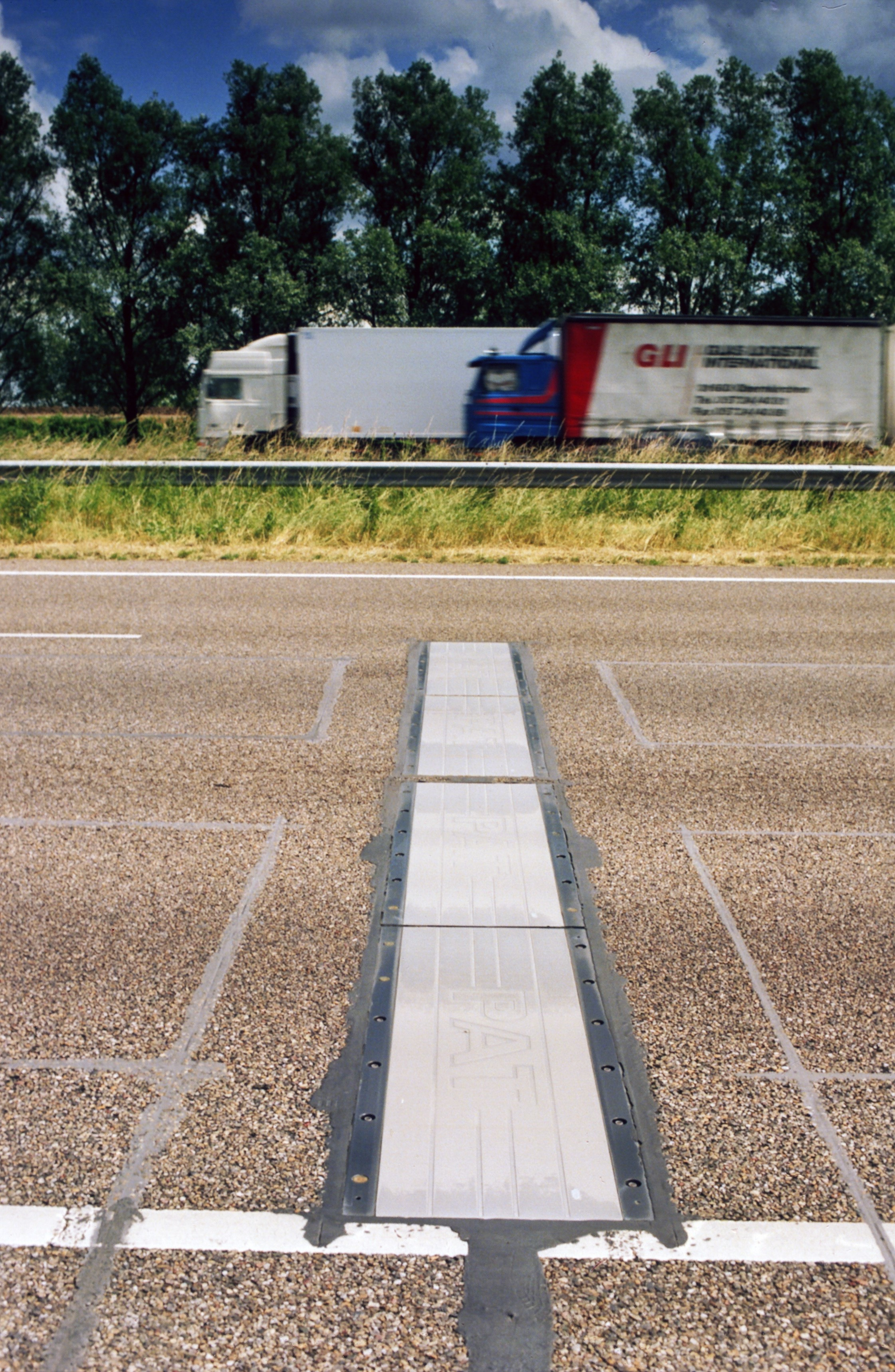
Senzor vysokorychlostní váhy vozidel

Vysokorychlostní váha (angl. Weight-in.motion (WIM) – "vážení za pohybu") je zařízení pro dynamické vážení vozidel v reálném čase. Zařízení je navrženo tak, aby dokázalo zaznamenat celkovou hmotnost vozidla a zatížení jednotlivých náprav v průběhu jízdy vozidla přes místo měření za běžné cestovní rychlosti či snížené rychlosti bez nutnosti zastavení vozidla. Technologie pro měření hmotnosti jedoucích vozidel je využívána státními orgány pro sledování zatížení vozovky v daném úseku. Dosažitelná přesnost vážení se pohybuje okolo 15 % a při použití tohoto zařízení pro uložení pokuty za překročení povolené hmotnosti vozidla je vhodné provést převážení na stanovišti za pomoci vah vozidel při snížené rychlosti.

## Vysokorychlostní váhy v ČR
Seznam aktuálně nainstalovaných vysokorychlostních vah na území České republiky:
| Označení komunikace | Směr                                         | Kilometráž | Poznámka                   | ORP                                |
| D0                  | oba směry                                    | 79,1 KM    | výstavba do 30.6.2025      | Černošice                          |
| D1                  | Brno – Praha                                 | 122,9 KM   | v reklamaci                | Jihlava                            |
| D1                  | Praha – Brno                                 | 122,9 KM   | v reklamaci                | Jihlava                            |
| D2                  | Brno – Bratislava                            | 8,3 KM     |                            | Židlochovice                       |
| D2                  | Bratislava – Brno                            | 8,3 KM     | bez metrologického ověření | Židlochovice                       |
| D3                  | Praha – České Budějovice                     | 91,9 KM    | výstavba do 30.6.2025      | Soběslav                           |
| D3                  | České Budějovice – Praha                     | 91,9 KM    | výstavba do 30.6.2025      | Soběslav                           |
| D4                  | Písek – Praha                                | 9,5 KM     |                            | Černošice                          |
| D4                  | Praha – Písek                                | 9,5 KM     |                            | Černošice                          |
| D4                  | Praha – Písek                                | 59,9 KM    |                            | Příbram                            |
| D4                  | Písek – Praha                                | 69,4 KM    |                            | Písek                              |
| D5                  | Praha – Rozvadov                             | 105,2 KM   |                            | Nýřany                             |
| D5                  | Praha – Rozvadov                             | 23,3 KM    | výstavba do 31.12.2025     | Beroun                             |
| D5                  | Rozvadov – Praha                             | 23,3 KM    | výstavba do 31.12.2025     | Beroun                             |
| D6                  | Karlovy Vary - Praha                         | 11,1 KM    | výstavba do 30.06.2025     | Kladno                             |
| D6                  | Praha - Karlovy Vary                         | 11,1 KM    | výstavba do 30.06.2025     | Kladno                             |
| D8                  | Ústí nad Labem – Praha                       | 46,9 KM    |                            | Lovosice                           |
| D8                  | Praha – Ústí nad Labem                       | 46,9 KM    |                            | Lovosice                           |
| D8                  | Ústí nad Labem – Praha                       | 5,0 KM     | bez enforcementu (v plánu) | Brandýs nad Labem - Stará Boleslav |
| D10                 | Praha – Mladá Boleslav                       | 10 KM      | výstavba do 30.6.2025      | Brandýs nad Labem - Stará Boleslav |
| D10                 | Mladá Boleslav - Praha                       | 10 KM      | výstavba do 30.6.2025      | Brandýs nad Labem - Stará Boleslav |
| D11                 | Praha – Hradec Králové                       | 11 KM      | výstavba do 30.6.2025      | Hradec Králové                     |
| D11                 | Hradec Králové – Praha                       | 11 KM      | výstavba do 30.6.2025      | Hradec Králové                     |
| D35                 | Olomouc-střed – Lipník nad Bečvou-Bohuslávky | 268,0 KM   | bez metrologického ověření | Olomouc                            |
| D35                 | Lipník nad Bečvou-Bohuslávky – Olomouc-střed | 268,0 KM   | bez metrologického ověření | Olomouc                            |
| D48                 | Frýdek-Místek východ – Frýdek-Místek západ   | 46,9 KM    |                            | Frýdek-Místek                      |
| D48                 | Frýdek-Místek západ – Frýdek-Místek východ   | 46,9 KM    |                            | Frýdek-Místek                      |
| D55                 | Zlín - Břeclav                               | 61,0 KM    | výstavba do 31.12.2025     | Veselí nad Moravou                 |
| D55                 | Břeclav - Zlín                               | 61,0 KM    | výstavba do 31.12.2025     | Veselí nad Moravou                 |
| PRAHA               | Kbelská – Praha centrum                      |            |                            |                                    |
| II/602              | Velké Meziříčí – Jihlava                     |            |                            |                                    |
| II/602              | Jihlava – Velké Meziříčí                     |            |                            |                                    |
| II/125              | Kolín, Ovčárecká – Sendražice                |            |                            |                                    |